# Экин, Джемс
Джемс (Иван Иванович) Экин (Экен, Эйхен) (англ. Aikin) (около 1750—после 1796) — англичанин на русской службе, офицер Российского императорского флота, участник русско-шведской войны 1788—1790 годов, Гогландском сражении, Эландского, Красногорского и Выборгского морских сражений. Георгиевский кавалер, капитан 2 ранга.

## Биография
Джемс Экин (Экен, Эйхен) 22 сентября 1783 года был принят из английской службы в российский флот мичманом (в русских документах иногда именовался как Иван Иванович). 2 января 1784 года произведён в лейтенанты. Плавал от Кронштадта до Копенгагена, после чего командирован в Архангельск. В июле-августе 1785 года на новопостроенном линейном корабле «Всеслав» вместе с эскадрой перешёл из Архангельска в Кронштадт. В 1786 году перешёл из Кронштадта в Архангельск на пинке «Соломбал», который доставил туда материалы для строившихся судов, в 1787 году на том же пинке вернулся обратно.
Участник русско-шведской войны 1788—1790 годов. 6 июля 1788 года на флагманском линейном корабле «Ростислав» участвовал в Гогландском сражении и снял флаг с сдавшегося в плен неприятельского корабля «Принц Густав». 15 июля произведён в капитан-лейтенанты за отличие. На том же корабле участвовал при сожжении у входа в Свеаборг неприятельского корабля «Густав Адольф». В 1789 году на корабле «Родислав» плавал у Гангута, откуда с флотом был в крейсерстве в Балтийском море и участвовал в Эландском сражении, после чего в отряде капитана Д. Тревенена плавал у Паркалаута и участвовал в бою при Барезунде. При возвращении в Ревель, корабль потерпел крушение у острова Наргина. 23—24 мая 1790 года на корабле «Не тронь меня» участвовал в Красногорском сражении. 29 мая того же года произведён за отличие в капитаны 2 ранга, 22 июня на том же корабле участвовал в Выборгском сражении, в котором был тяжело ранен — у него была раздроблена бедренная кость и вскоре потребовалась ампутация ноги. 6 июля 1790 года награждён орденом Святого Георгия 4 класса № 741 (388) за отличие.
В 1791 году был отпущен в Англию для излечения болезни. В 1792 году возвратился из отпуска в Кронштадт. В 1793—1794 годах командовал кораблем «Кир Иоанн», на котором крейсировал в Балтийском и Немецком морях. В 1794 году командовал тем же кораблем при кронштадтском порте.
Выбыл до 1796 года. Российский посол в Великобритании граф С. Р. Воронцов и его сестра, подруга и сподвижница Екатерины II, княгиня Е. Р. Дашкова добились повышенной пенсии для Экина. Умер в Кронштадте от эпидемической лихорадки.